# Záhrabská
Záhrabská je vesnice, část obce Svatý Jan pod Skalou v okrese Beroun ve Středočeském kraji. Nachází se asi 1,1 kilometru severozápadně od Svatého Jana pod Skalou. Na severozápad od vesnice prochází dálnice D5.

## Historie
První písemná zmínka o vesnici pochází z roku 1960.

## Obyvatelstvo
| Rok            | 1869 | 1880 | 1890 | 1900 | 1910 | 1921 | 1930 | 1950 | 1961 | 1970 | 1980 | 1991 | 2001 | 2011 | 2021 |
| -------------- | ---- | ---- | ---- | ---- | ---- | ---- | ---- | ---- | ---- | ---- | ---- | ---- | ---- | ---- | ---- |
| Počet obyvatel | 0    | 0    | 0    | 0    | 0    | 0    | 0    | 0    | 39   | 28   | 18   | 11   | 19   | 43   | 64   |
| Počet domů     | 0    | 0    | 0    | 0    | 0    | 0    | 0    | 0    | 0    | 12   | 10   | 11   | 17   | 24   | 26   |

## Obecní správa
Při sčítání lidu v letech 1960–1985 Záhrabská byla částí obce Svatý Jan pod Skalou v okrese Beroun. Od 1. ledna 1986 do 31. prosince 1995 byla částí obce Vráž v okrese Beroun. Od 1. ledna 1996 je opět částí obce Svatý Jan pod Skalou v okrese Beroun.